# Военно-воздушные силы Биафры

## История

### Биафра
Государство Биафра существовало с 1967 по 1970 г и не было признано ООН. Однако благодаря шведскому графу Карлу Густаву фон Розену у Биафры был Военно-Воздушный флот, состоявший из пяти небольших поршневых самолетов, вооруженных ракетами и автоматами и нескольких вертолетов. И только в последние месяцы размер флота увеличился до десятка самолётов.

### Действия ВВС Биафры
С мая по июль 1969 года эта маленькая сила совершала нападения на нигерийские военные аэродромы в Порт-Харкорте, Энугу, Бенин-Сити и Ухелли, разрушая или повреждая много нигерийских самолетов. Воздушные нападения Биафры действительно разрушали боевые операции нигерийских Воздушных сил, но только в течение нескольких месяцев. Но и ущерб от этих налетов, в которых пара «Инвэйдеров», пассажирский «Фоккер» и «Дакота» сбрасывали самодельные бомбы из обрезков труб, был ничтожным. Расчет на психологический эффект тоже не оправдался. Если первые рейды вызывали панику среди населения, то вскоре горожане привыкли и очередные бомбардировки только усиливали ненависть к повстанцам.
Воздушное наступление на столицу закончилось в ночь с 6 на 7 октября, когда прямо над Лагосом взорвался «Фоккер». Вот что пишет в своих мемуарах тогдашний посол СССР в Нигерии А.И. Романов: "Под утро раздался страшный взрыв, мы повскакивали с постелей, выскочили на улицу. Был слышен только шум моторов, но где взорвалась сброшенная бомба, установить невозможно. Затем гул самолета усилился, последовал новый взрыв бомбы. Через несколько минут взрывы повторились. И вдруг, видимо, где-то на острове Виктория произошёл мощнейший взрыв, яркое пламя осветило предрассветную ночь… и все стихло.
Через пять минут раздается телефонный звонок, и дежурный посольства взволнованным голосом сообщил, что посольское здание разбомблено. Через два часа узнали, что произошёл не взрыв бомбы, а нечто иное: в воздухе почти над зданием посольства взорвался самолет сепаратистов, и мощная взрывная волна причинила зданию большие повреждения. "
На месте падения обломков самолета обнаружили 12 трупов, из них четыре тела белых наемников — членов экипажа взорвавшегося самолета. Позже выяснилось, что пилотом «бомбардировщика» был некий «Жак Лангхихаум», ранее благополучно выживший при аварийной посадке в Энугу с грузом контрабандного оружия. Но в этот раз ему не повезло. Вероятнее всего, «Фоккер» погиб из-за случайного взрыва на борту самодельной бомбы. Существует также версия, согласно которой самолет был сбит огнём ПВО, но она представляется совсем уж маловероятной (Романов, кстати, ничего не пишет в своих воспоминаниях о стрельбе зениток).
В июле 1969-го биафрийские ВВС получили существенное пополнение. Португальским «друзьям Биафры» удалось закупить во Франции 12 многоцелевых самолетов T-6G «Харвард» («Тексан»). Эти надежные, неприхотливые и, что немаловажно, — дешевые учебно-боевые машины активно применялись едва ли не во всех партизанских и антипартизанских войнах Африки в 1960-е годы. За 3000 долларов в месяц летать на них изъявили желание португальские пилоты-наемники Артур Алвис Перейра, Гиль Пинто де Сауса, Хосе Эдуарде Перальто и Армандо Кро Брас.
В сентябре первые четыре «Харварда» прибыли в Абиджан. На последнем участке пути до Биафры одному из португальцев не повезло. Гиль Пинто де Сауса сбился с курса и по ошибке сел на территории, контролируемой нигерийскими войсками. Летчик попал в плен и до конца войны пробыл в заключении. Его фотографии нигерийцы использовали в пропагандистских целях, как очередное доказательство того, что биафрийские ВВС пользуются услугами наемников.
Оставшиеся три машины благополучно достигли места назначения. В Биафре их оснастили подкрыльевыми контейнерами с четырьмя пулемётами MAC 52 и универсальными пилонами для подвески двух 50-килограммовых бомб или блоков 68-миллиметровых НАР SNEB. На самолеты нанесли довольно замысловатый камуфляж, однако не потрудились нарисовать опознавательные знаки. Местом базирования «Харвардов» выбрали полевой аэродром Уга (после того, как федералы разбомбили аэродром Орлу, туда же перелетели уцелевшие «Миниконы»).
В октябре в Биафру пригнали остальные самолеты, а к трем португальцам присоединились ещё двое — Хосе Мануэль Ферейра и Хосе да Кунья Пинателли.
Из «Харвардов» сформировали штурмовую эскадрилью, которую возглавил Артур Алвис Перейра. Кроме португальцев, в неё вошли и несколько местных пилотов. В начале октября эскадрилья вступила в боевые действия. Из-за усилившейся зенитной обороны правительственных войск и воздушных патрулей МиГов «Харварды» решили использовать только ночью и в сумерках. Первый боевой вылет совершил, как ему и положено, командир эскадрильи Перейра. Стрелком на его самолете был местный механик Джонни Чуко. Перейра сбросил бомбы на казармы нигерийцев в городе Онича.
В дальнейшем наемники бомбили федералов в Ониче, Харикурте, Абе, Калабаре и других населенных пунктах. Для подсветки целей иногда использовали посадочные фары. Наибольшую известность получил рейд четверки «Харвардов» на аэродром Харикорт 10 ноября, где португальцам удалось разрушить здание аэровокзала, уничтожить транспортник DC-4, а также — серьёзно повредить МиГ-17 и L-29. В этом налете машину Перейры пытался сбить МиГ-17, дежуривший над аэродромом, но нигерийский летчик промахнулся, а при повторном заходе не смог вновь обнаружить противника. Любопытно, что африканская пресса писала, будто налеты на Харикурт и Калабар совершали… «Тандерболты».
Несмотря на то, что большинство полетов выполнялось в ночное время, потерь избежать не удалось. В декабре на аэродром не вернулся летчик Пинателли. Что с ним произошло, так и осталось невыясненным, то ли попал под огонь зениток, то ли подвела изношенная техника, то ли сам совершил роковую ошибку. В пользу последней версии, кстати, говорит то, что португальцы, дабы «снять стресс», активно налегали на местный самогон «ого-ого».
Один «Харвард» был уничтожен на земле. Вот отрывок из воспоминаний египетского летчика генерал-майора в отставке Набила Шахри, летавшего над Биафрой на МиГ-17:
«Во время своей командировки в Нигерию я выполнил много разведывательных и ударных вылетов. Один вылет я запомнил очень хорошо. Во время налета я обнаружил на взлетной полосе камуфлированный самолет. Несмотря на мощный огонь с земли, я расстрелял его из бортовых пушек. Я думаю, это был один из самолетов графа Розена, которые причиняли нигерийцам много неприятностей». Ошибка Набила Шахри неудивительна: не только он, но и командование нигерийской армии в те дни считало, что все летчики-наемники в Биафре подчиняются графу фон Розену, чье имя было известно по обе стороны линии фронта.
Но главным врагом португальской эскадрильи все же были не МиГи, не зенитки федеральных войск, а банальные поломки и нехватка запчастей. Некоторое время часть самолетов удавалось поддерживать в боеспособном состоянии путём разборки на детали остальных, но постепенно иссяк и этот «резерв». В результате к началу 1970 года в воздух мог подняться только один «Харвард». 13 января, узнав по радио о капитуляции Биафры, Артур Алвес Перейра улетел на нём в Габон.
У биафрийцев была всего одна взлетно-посадочная полоса с твердым покрытием, пригодная для взлета и посадки тяжелых самолетов. Участок федерального шоссе Ули-Ихалиа, также известный как «аэропорт Аннабель», стал своеобразным символом независимости Биафры и одновременно главной целью для правительственных войск.

## Техника и вооружение
Первоначально ВВС Биафры состояли из двух B-25, двух B-26, (одним из них управлял польский ас времён Второй мировой войны Ян Зумбах, также известный как Джон Браун), переделанного в бомбардировщик DC-3 и одного DH Dove. 
В 1968 году шведский пилот Карл Густав фон Розен предложил генералу Оджукву проект MiniCOIN, в соответствии с которым к началу 1969 года для Биафры в Габоне были собраны 5 самолётов MFI-9B, названных "Biafra Babies". Они были окрашены в зелёный цвет, и могли нести по 6 68-мм противотанковых ракет под каждым крылом. Этими самолётами управляли три шведских пилота и три пилота из Биафры. В сентябре 1969 года Биафра приобрела 4 Texan T-6G, ранее принадлежавшие ВВС Франции, которые в следующем месяце прибыли в страну, а ещё один T-6 был потерян при перегоне. Эти самолёты, пилотируемые бывшими военными лётчиками из Португалии, выполняли задания до января 1970 года. 
Во время войны Биафра пыталась также приобрести реактивные самолеты. Были куплены 2 Fouga Magister и несколько Gloster Meteor но так и не прибыли в Биафру, оставшись брошенными на иностранных африканских авиабазах.
| Тип                          | Производство   | Количество | Примечания                                                                         |
| ---------------------------- | -------------- | ---------- | ---------------------------------------------------------------------------------- |
| MFI-9B "Biafra Babies"       | Швеция         | 5          |                                                                                    |
| Douglas B-26 Invader         | США            | 2          | Поставлены Пьером Лореем                                                           |
| North American B-25 Mitchell | США            | 2          |                                                                                    |
| de Havilland Dove            | Великобритания | 2          |                                                                                    |
| Fokker F27 Friendship        | Нидерланды     | 1          | Из состава авиакомпании Nigeria Airways, использовался в качестве бомбардировщика. |
| Douglas DC-3                 | США            | 1          | Импровизированный бомбардировщик.                                                  |
| North American T-6 Texan     | США            | 4-6        | Из состава ВВС Франции.                                                            |